# 805
Раннє Середньовіччя. Епоха вікінгів. Реконкіста.
У Східній Римській імперії триває правління Никифора I. Імператор Заходу Карл Великий править Франкським королівством. Північ Італії належить Франкському королівству, Рим і Равенна під управлінням Папи Римського, герцогства на південь від Римської області незалежні, деякі області на півночі та на півдні належать Візантії. Піренейський півострів, окрім Королівства Астурія, займає Кордовський емірат. В Англії триває період гептархії. Аварський каганат припинив існування. Існують слов'янські держави: Карантанія як васал Франкського королівства та Перше Болгарське царство.
Аббасидський халіфат очолює Гарун ар-Рашид. У Китаї править династія Тан. В Індії почалося піднесення імперії Пала. В Японії триває період Хей'ан. Хозарський каганат підпорядкував собі кочові народи на великій степовій території між Азовським морем та Аралом. Територію на північ від Китаю займає Уйгурський каганат.
На території лісостепової України в IX столітті літописці згадують слов'янські племена білих хорватів, бужан, волинян, деревлян, дулібів, полян, сіверян, тиверців, уличів. У Північному Причорномор'ї співіснують різні кочові племена, зокрема булгари, хозари, алани, авари, тюрки, угри, кримські готи. Херсонес Таврійський належить Візантії.

## Події
- У Китаї розпочалося коротке правління Шунь-цзуна. Він зрікся того ж року, і державу очолив Сянь-цзун.
- Булгари на чолі з ханом Крумом підкорили собі східну частину Аварського каганату. Каганат припинив існування. Залишки аварів звернулися з проханням до Карла Великого дозволити їм поселитися на захід від Раби. Карл погодився за умови прийняття ними християнства.
- Франкські війська Карла Великого захопили Богемію. Карл Юний очолив перший похід проти чехів, взявши в облогу Канбург.
- Син Карла Великого Піпін Італійський анексував Венецію, яка раніше належала Візантії.
- Німецьке місто Мюнстер стає центром однойменного єпископату.
- У Франкському королівстві голод. Карл Великий забороняє експорт продовольства за межі імперії й фіксує ціни на зерно.
- У Кордовському еміраті розкрито змову проти еміра аль-Хакама I. 72 знатні змовники страчені, але в Кордові почалися заворушення.
- Слов'яни підняли повстання проти Візантії.
- Мусульманський флот вчинив напад на Кіпр.
- Японський чернець Сайтьо повернувся з Китаю і привіз звідти езотеричний буддизм. Надалі він заснує секту Тендай.